# 孙曾培
孙曾培（1922年—？），男，浙江绍兴人，中国药物分析学专家，曾任中国药品生物制品检定所研究员，药典委员会委员，中国药学会理事。